# Mind Over Murder
«Mind Over Murder» (titulado «Cuestión de matarlo» en España y «La máquina del tiempo» en Hispanoamérica) es el cuarto episodio de la serie Padre de familia emitido el 25 de abril en Estados Unidos a través de FOX. La trama se centra en Peter, que tras ser condenado a arresto domiciliario decide montar su propio bar en el sótano de su casa. De pronto, el improvisado local resulta ser un éxito entre los varones en el momento en el que Lois empieza a cantar y a bailar "ligerita" de ropa. Por otro lado, Stewie intenta construir una máquina del tiempo para pasar más rápido el dolor que resulta ser la primera dentición.
El episodio está escrito por Neil Goldman y Garrett Donovan y dirigido por Roy Allen Smith. Cómo artistas invitados, prestan sus voces a sus respectivos personajes: Carlos Alazraqui, Butch Hartman, Alex Rocco, Leslie Ugggams y Wally Wingert aparte del reparto habitual de la serie.

## Argumento
A Stewie le empiezan a salir los primeros dientes y empiezan a dolerle y no encuentra ningún remedio para aliviar su dolor. Cuando Lois le explica que es una cosa normal y no puede hacer nada, él decide crear una máquina del tiempo para adelantar el sufrimiento. Por otra parte, cuando Peter llega de ir a pescar con sus amigos le pide que leve a Chris al fútbol y volver pronto a casa para vigilar a Stewie ya que ella tiene que dar clases de piano. Ya en el campo de fútbol, haciendo caso omiso a su mujer, Peter se queda a ver el fútbol, cuando de pronto una persona empieza a insultar a Chris por haber provocado un penalti más, sin pensarlo Peter le suelta un puñetazo en toda la cara y lo deja tendido en el suelo, de repente Peter se da cuenta de que acaba de pegar a una mujer embarazada creyendo que era un hombre (debido a su aspecto físico).
Peter es condenado bajo arresto domiciliario por agredir a una mujer y empezara a echar de menos a sus amigos. Lois se le ocurre hacer una cena romántica como cuando eran novios, Peter acepta encantado la idea y cuando baja al sótano para coger unas cervezas tiene la visión en la que se le aparece el hombre de la cerveza Pawtucket Put y le sugiere montar un bar en el sótano, mientras Lois hace los preparativos de la cena, este se pone a la obra hasta que acaba montando su propio bar. Cuando Lois descubre lo que ha hecho Peter empieza a desaprobar su idea, al día siguiente Peter se trae a los amigos a casa, Lois cansada de hacer de sirvienta se va hacer un baño y pide a Peter que vigile a Stewie, para sorpresa de la madre, cuando baja al sótano descubre que Stewie esta borracho, molesta por encontrarse a su hijo en este estado, de pronto también se da cuenta de que Peter ha bajado el piano para colocar las almejas, cansada, Lois le pide a Peter que elija entre ella o el bar, Peter la convence diciendo que bajó el piano para que tocara, Peter pide a sus amigos que la aplaudan aunque lo haga mal, enseguida ella se hace con el control del local cuando empieza a cantar y seducir a la clientela con su voz y su figura, enseguida Peter se vuelve celoso por la atención que está consiguiendo ella y por la manera en como la miran.
Finalmente a Peter se le acaba el arresto domiciliario y puede salir, tras pedir a Brian que reúna a sus amigos para irse a un bar, este le mete más preocupaciones acerca de su mujer, ya que todos parecen querer comerse a Lois con los ojos, celoso, no se atreve a dejar a su mujer sola y la acompaña a todas partes y a comprar mientras mira a los lados que no se le acerque un hombre, cuando la saluda un admirador este pierde los nervios y le prohíbe a Lois el cantar más, Lois le echa en cara que la idea de canta es suya y acaba haciéndola llorar y se va, cuando Peter va a por ella a consolarla se topa con la mujer a la cual agredió junto a otras mujeres que dicen ser esposas de los clientes del bar de Peter quejándose de que Lois está arruinando sus matrimonios, este les pide que vengan al bar y se los lleven ellas mismas. A la noche mientras Lois hace su particular número musical, los planos de la máquina del tiempo que ha creado Stewie son descubiertos, al descubrirse, Stewie decide retroceder en el tiempo para evitar el error, de pronto irrumpen las mujeres interrumpiendo a Lois, esta les dice que solo canta para distraerse y divertirse, ya que en casa solo trabaja y sin ayuda de Peter, cuando se arma jaleo y las mujeres empiezan a discutir con sus maridos, Quagmire cansado del alboroto decide salir fuera y tira un cigarro a una papelera provocando un incendio, segundos antes de que se incendie, Peter es consciente de lo mal que ha tratado a Lois, cuando el fuego empieza a avivarse, todos salen huyendo salvo Peter y Lois que acaban atrapados en las llamas, sin escapatoria y con sus vidas en peligro los dos se abrazan en las llamas, hasta que Stewie acciona la palanca de la máquina del tiempo y retrocede a los momentos en los que Peter tenía que llevar a Chris al fútbol, salvando así la vida de sus padres, seguido después, Peter tropieza con la máquina y se tuerce el tobillo, la máquina acaba destrozada y Stewie por fin le salen los dientes.

## Producción
Mind Over Murder está escrito por Neil Goldman y Garrett Donovan siendo este el primer episodio de ambos cómo guionistas de la serie al mismo tiempo que Roy Allen Smith debuta en la dirección del mismo. Peter Shin (quien ya supervisara otros episodios) fue el supervisor de dirección. Mike Henry, el propio Goldman, Andrew Gormley y Garrett Donovan colaboraron cómo editores del guion y equipo de guionistas. Además del reparto habitual, el episodio cuenta con las voces de los actores Leslie Uggams, Wally Wingert, Alex Rocco y Carlos Alazraqui, aparte de los recurrentes Lori Alan y el guionista y animador Butch Hartman.
El nombre del episodio fue concebido por Seth MacFarlane, quien se basó en programas radiofónicos de los años 30 y 40, en especial, del programa Suspense; sin embargo esta dinámica de convenciones finaliza con el episodio A Hero Sits Next Door debido a que los episodios se estaban volviendo difíciles de distinguir e identificar.

Soy un gran fan de los antiguos dramas radiofónicos y me vino esta idea cuando la serie seguía intentando encontrarse en el principio, el título de cada episodio podría ser una referencia obvia a los dramas de suspense de los años 40. Y aunque, títulos cómo Death Has A Shadow no tengan nada que ver con la serie. Nos dimos cuenta de que esos títulos podrían dejar de tener gracia a los cuatro episodios. Son las 02:00 h y estamos intentando arreglar esas cosas. Así que tendremos que optar por títulos más tradicionales.

## Referencias culturales

El asesinato de Abraham Lincoln fue referenciado en este episodio.